# ヤコブ・ファン・デル・ウルフト
ヤコブ・ファン・デル・ウルフト（Jacob van der Ulft、1621年3月 - 1689年11月18日）は、オランダの画家、ステンドグラス画家、版画家である。建物や都市の景観を描いた作品で知られている。

## 略歴
18世紀初めにアルノルト・ホウブラーケンが出版した伝記によれば、現在のオランダ、南ホラント州のホルクムでホルクムの市長の息子に生まれた。1843年にHelena Willemsdr. de Wijnという女性と結婚した。ステンドグラス画家や建築の仕事をし、その分野で優れた技量を見せた。 1652年から1683年のにかけて、ホルクムで働き、ステンドグラスの制作や建物の装飾画を描いた。1660年から1679年まで、父親の後をついでホルクムの市長を務めたが、1679年に汚職の告発を受け、しばらくデン・ハーグへ逃亡していた。1683年にノールトウェイク(Noordwijk)に移り、1689年にそこで亡くなった。
画家としてはオランダで人気があった遺跡や古い建物が描かれた「イタリア風の風景画」も多く描いたが、イタリアを訪れたことはなく、先人の版画などにもとづいて描かれたとされている、

## 作品

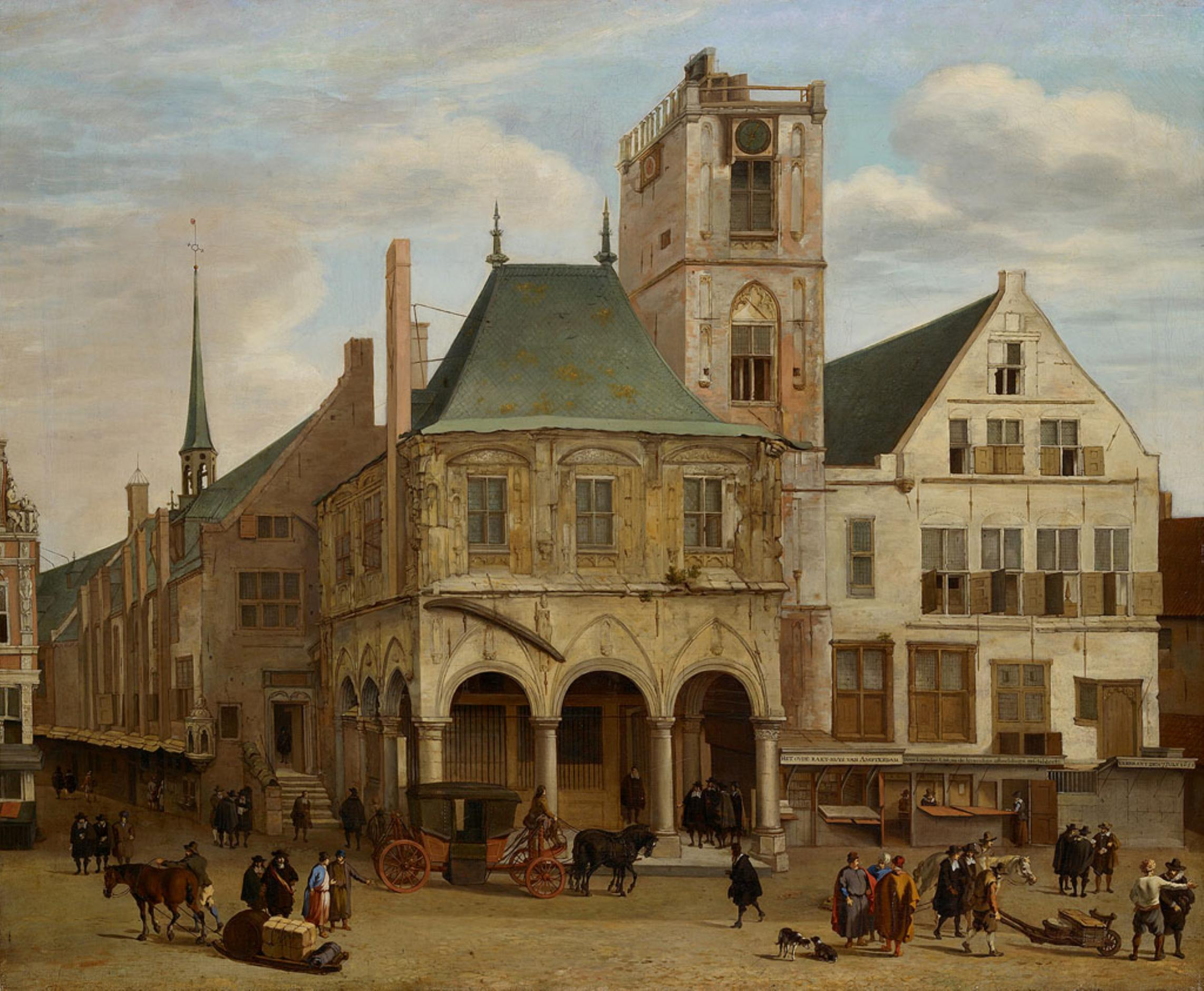
ピーテル・ヤンスゾーン・サーンレダムに基づくアムステルダム旧市庁舎
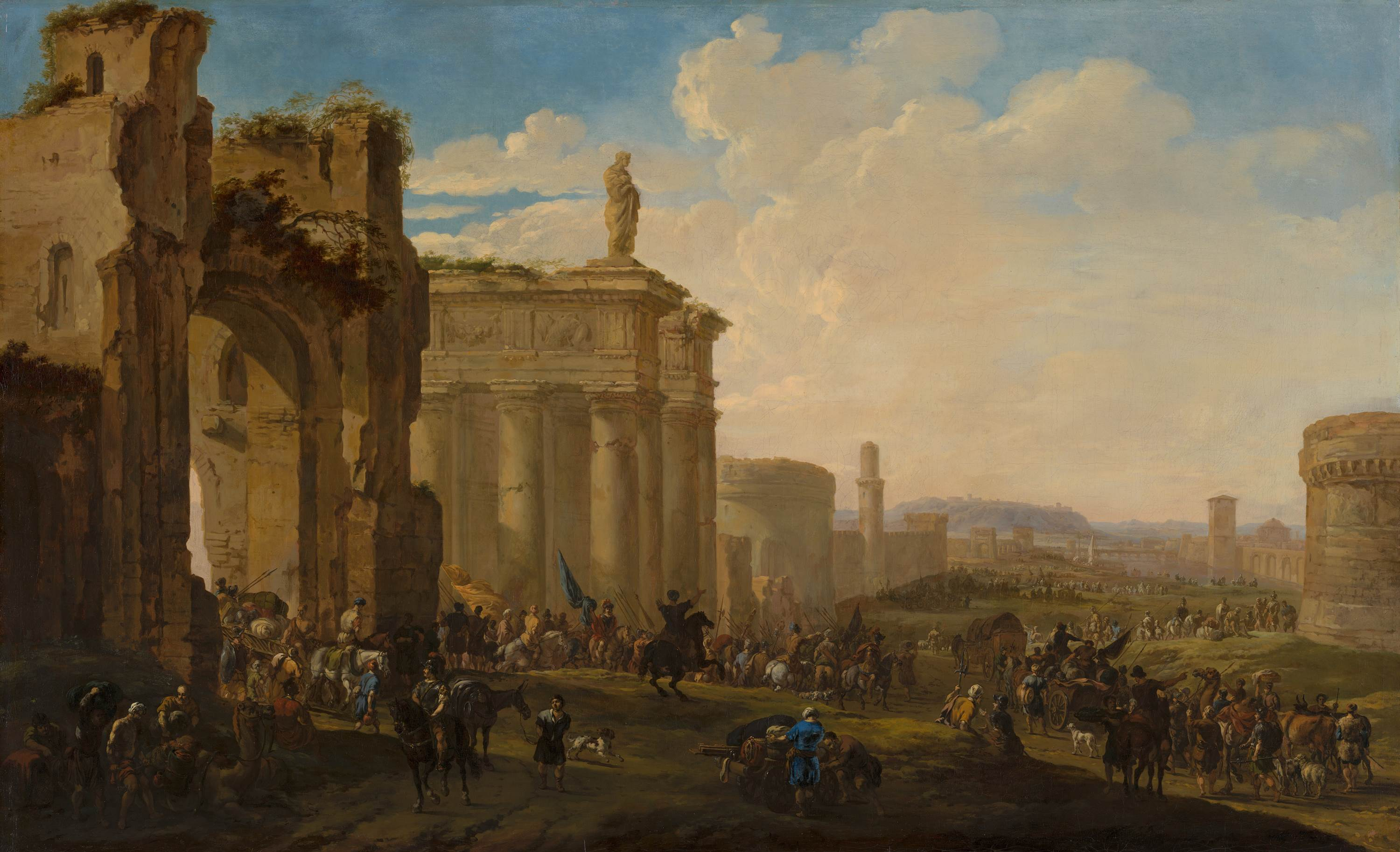
ローマの遺跡を進む軍隊
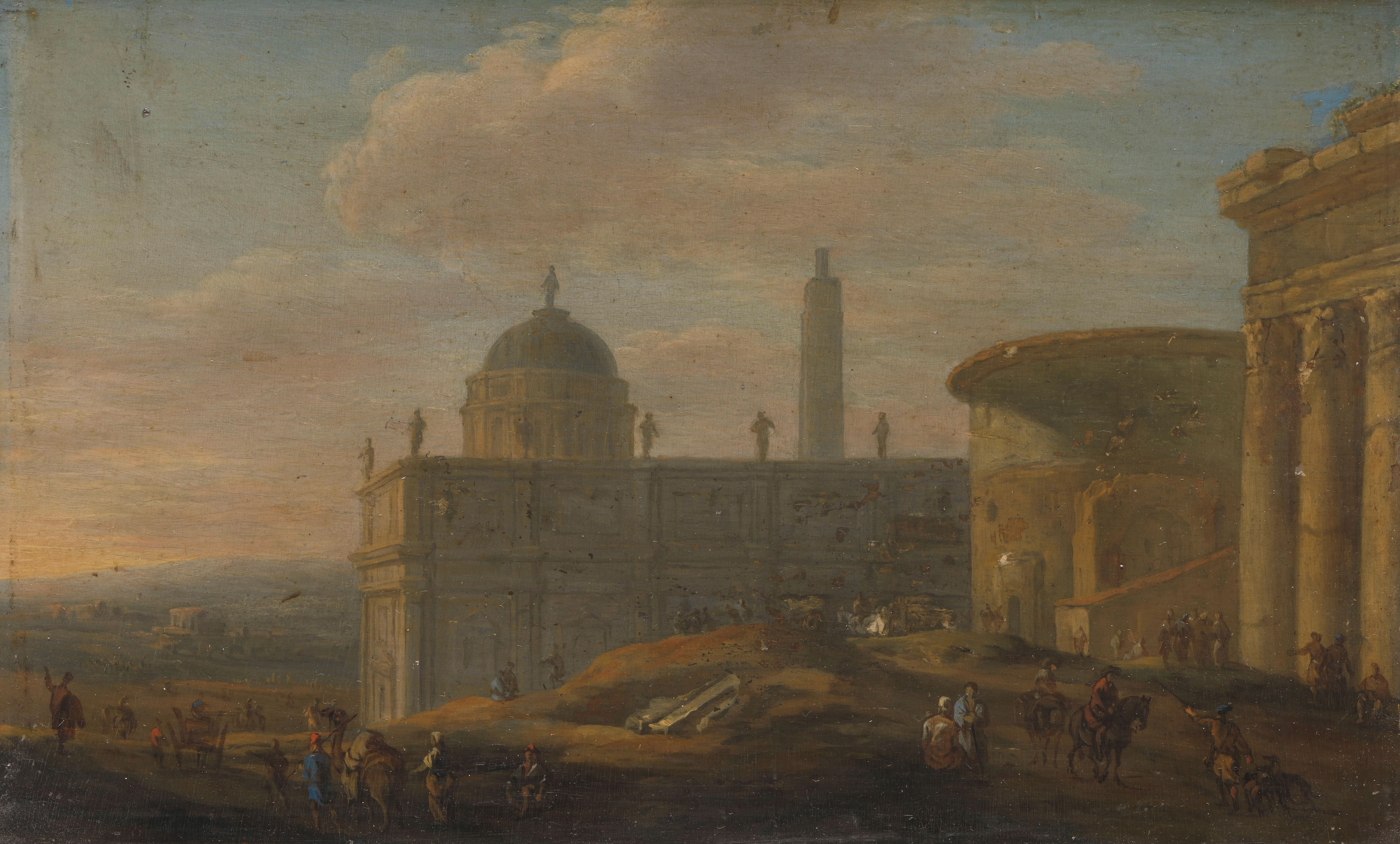
イタリアの街並み
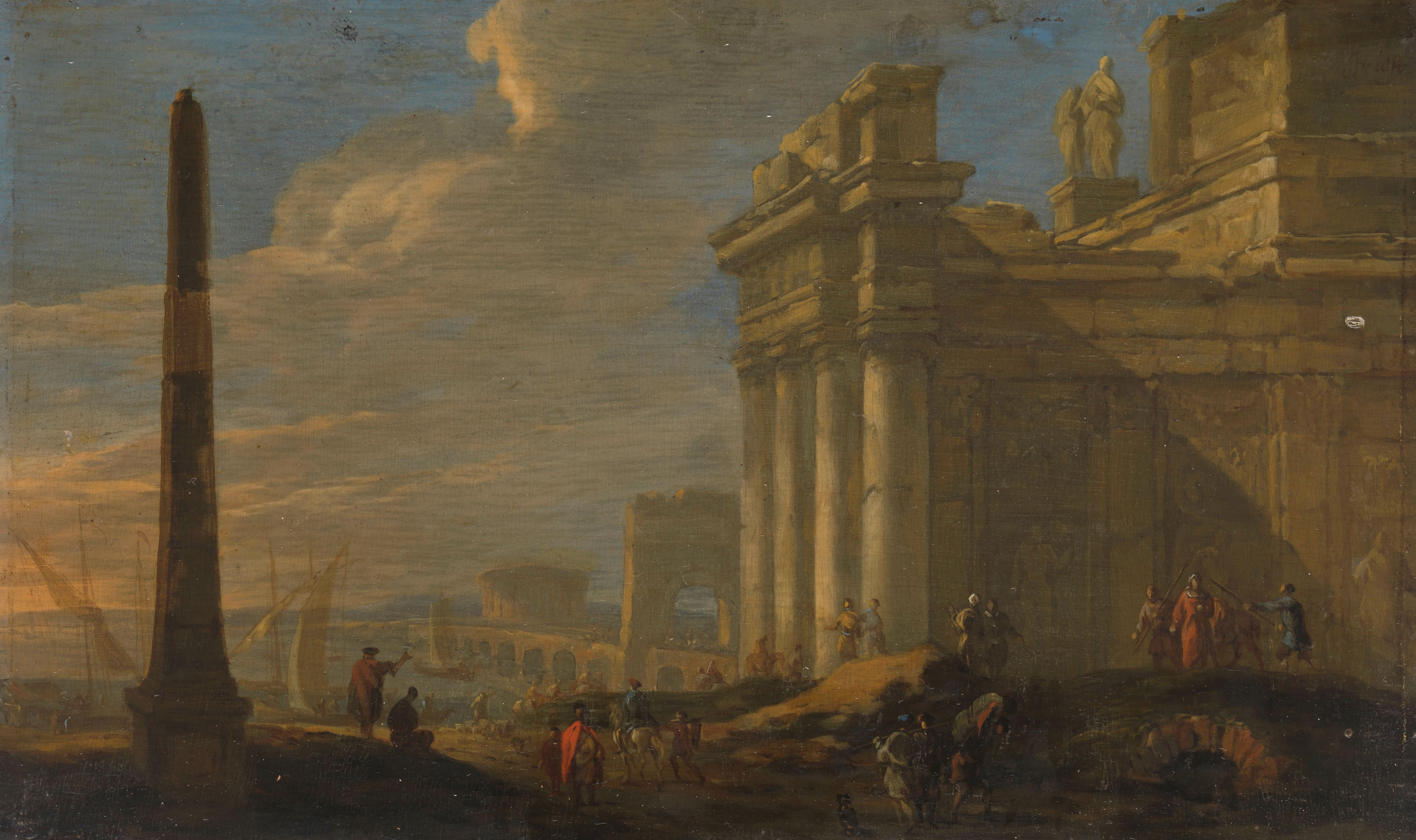
イタリアの港の眺め